# Kelvin Kwan
Kelvin Kwan (24 de marzo de 1983) es un cantante de pop de Hong Kong, que surgió de un concurso de canto llamado Go East, además firmó contrato con el sello Universal Music.

## Biografía
Nacido en una familia de buena posición económica, Kwan fue criado en Canadá. Su padre es el productor William Kwan, un ejecutivo del sello discográfico PolyGram, quien además formó parte de la banda  Teddy Robin and the Playboys, con su hermano Teddy Robin en su juventud. El cantante Alan Tam, apadrinó a Kelvin Kwan. Kwan y Jill Vidal saltaron a la fama por rodar anuncios publicitarios antidrogas en Hong Kong.

## Carrera
En 2004, durante las vacaciones de verano después de su primer año en la universidad de Toronto, Kwan se fue de viaje a Taiwán, después de una noche en un karaoke con sus excompañeros de trabajo de su padre, Kwan se ofreció para ingresar a una audición y firmó contrato con el sello Universal Music de Taiwán. Un año después, se trasladó a Hong Kong. Tam tomó inmediatamente a Kwan bajo su protección, enseñándole cómo hacer frente a los medios de comunicación y hacer frente a las preguntas acerca de su vida personal, comenzó a surgir su carrera musical en julio de 2006, después de que él fue visto en un concierto con Tam. La relación de Tam con Kwan, continuó siendo un impulso para su carrera en agosto de 2006. La pareja grabó un video musical del dúo "Big Cry Baby (大喊 包)", que aseguró la popularidad de Kwan en la industria de la música de Hong Kong. Sin embargo, Tam no ha sido la persona indicada para señalar los defectos de Kwan y de corregir errores públicamente, pues en una entrevista en septiembre de 2006 con  Sing Tao Daily, criticó las habilidades para hablar en público de Kwan y le sugirió que se concentre en lo más difícil para cantar durante sus actuaciones, Según informes, Kwan se sintió incómodo y dolido por las palabras de Tam. En cualquier caso, Kwan todavía fue acreditado con mucho éxito gracias a Tam, quien se había sentido alegando por él y que no estaría donde Kwan ahora está sin su ayuda y orientación.

## Discografía
- 2006-10-11: 關楚耀 首張同名專輯 (Self-titled Debut)
- 2007-11-20: 你當我什麼 (What Do You Take Me For)
- 2008-10-22: Hello...My Name Is
- 2010-09-22: Here I Am

## Filmografía
- One Night in Taipei (2014)
- La Tele de Vampire (2014)
- Enthralled (2014)
- Kick Ass Girls (2013)
- Hardcore Comedy (2013)
- Tales from the Dark 2 (2013)
- Doomsday Party (2013)
- Lan Kwai Fong 2 (2012)
- Nobody's Perfect (2008)
- Forgive and Forget (2008)
- Magic Boy (2007)